# NGC 2418
NGC 2418 is een elliptisch sterrenstelsel in het sterrenbeeld Tweelingen. Het hemelobject werd op 23 januari 1874 ontdekt door de Franse astronoom Édouard Jean-Marie Stephan.

## Synoniemen
- UGC 3931
- MCG 3-20-8
- ZWG 87.17
- Arp 165
- PGC 21382